# Mazda RX-4
La RX-4 (Luce Rotary au Japon) des années 1970 est une automobile de la marque Mazda. Elle était équipée d'un moteur Wankel, dit « rotatif ». Elle est plus grande que ses contemporaines, telles que la Capella basée sur la RX-2, et la 323 (Familia) basée sur la RX-3. Elle partage le châssis de la 929, remplaçante de la R130 en octobre 1972, et produite jusqu'en octobre 1977.
Les modèles qui la précèdent (la Mazda R130) et succèdent (Luce Legato) n'ont pas été vendus aux États-Unis. Mazda avance dans sa communication que la RX-4 est sportive et luxueuse, qu'elle a le meilleur des deux mondes. Cela lui a permis de populariser le Wankel Mazda.
La RX-4 a d'abord été disponible en 1973 hardtop (coupé) à toit rigide et en break et berline, le break est lancé pour remplacer la Savanna. Sous le capot, le moteur 12A de 130 ch (97 kW), puis remplacé par un plus grand pour l'exportation, le 13B en 1974 avec ses 125 ch (93 kW). C'était la nouvelle version "AP" (pour "antipollution"), avec des améliorations concernant les émissions et des économies de carburant, mais un comportement moins bon pour le démarrage à froid.
En Afrique du Sud, elle a été produite jusqu'en 1979, seulement avec le moteur de 12A.
Elle utilise une suspension indépendante à entretoise à l'avant avec un pont rigide à l'arrière. Les freins sont à disque à l'avant et tambours à l'arrière. La masse à vide en ordre de marche était faible, 1 188 kg et l'empattement assez court 2 510 mm.
La carrosserie a été rafraîchie en 1976.

## États-Unis
Pour le marché des États-Unis, la RX-4 a été vendue de 1974 à 1978, alors que la RX-7 faisait ses débuts. Le 13B produisait 110 ch (82 kW) et 159 N m de couple. Le prix de base était de 4 295 dollars, avec la transmission automatique (270 dollars) et la climatisation (395 $), seules options coûteuses.
Le magazine Road & Track a été impressionné, notant l'économie en carburant de cette version tout comme le prix par rapport à la Mazda RX-3.
Il a été notable que le moteur Wankel a souffert au milieu des années 1970 d'une réputation de voracité en essence.
Les performances étaient bonnes dans un test de 1974 en comparaison avec six véhicules, avec 11,7 secondes pour atteindre 97 km/h et 18 secondes pour 124,72 km/h sur 402 mètres.
Le magazine signalait que les freins du véhicule ont souffert des 136 kg supplémentaires par rapport au Coupé.
La RX-4 a été désignée par le magazine Road & Track en 1975 comme faisant partie de la liste des 10 meilleures dans la catégorie « Meilleure berline de sport, de 3 500 à 6 500 dollars ».